# Жалгансай
Жалганса́й (каз. Жалғансай) — село у складі Махамбетського району Атирауської області Казахстану. Адміністративний центр та єдиний населений пункт Жалгансайського сільського округу.
Населення — 1240 осіб (2021; 1246 у 2009, 1133 у 1999, 973 у 1989).